# 吉澤悠華
吉澤 悠華（よしざわ はるか、2003年7月8日 - ）は、日本の女性アイドル、タレント、モデル。女性アイドルグループ・マジカル・パンチラインのメンバーで水色担当。東京都出身。ボックスコーポレーション所属。

## 略歴
2004年、0歳7ヶ月でモデル活動を開始。中学1年で所属事務所を辞め、愛読していた『ニコ☆プチ』の読者モデルに応募。モデルやキッズブランドのカタログモデル、子供服のオンラインショップのモデルなどとして活動を行う。
2019年2月24日、マジカル・パンチラインの新メンバーとして、単独ライブのアンコールにてサプライズでお披露目され、アイドル活動を開始。
2021年2月、マジカル・パンチラインの新体制に伴い、担当カラーが水色からピンクに変更(2024年2月、マジパン8周年ワンマンライブにて再び担当カラーが水色に戻る。)、衣装担当も務めるようになる。
2022年12月より、セガのプリクラ『Bépiu.（ベピウ）』のメインモデルを務める。
2025年4月、有岡ちひろ（かすみ草とステラ）、栗原舞優（虹のコンキスタドール）とともに、8月30・31日に横浜アリーナで行われる@JAM EXPO 2025のオフィシャルナビゲーターを務める期間限定ユニットname:CMH（ネーム シー エム エイチ）を結成。

## 人物
子どもの頃にカエルの髪ゴムをつけていたのをきっかけに、カエルグッズを集めるようになって以来のカエル好き。自己紹介では「ケロケロケロケロ」と連呼し、最後に「はるかえる」というカエルポーズを取る。ファン名称は「はるかえる党」。
「はるか」という名前は、生まれる前から兄がお腹の子に呼んでいたため命名された。
4歳から14歳までバレエを習っていた。
食べ物の好き嫌いが激しく、好きな食べ物は冷やし中華、酢飯。嫌いな食べ物はバナナ、蕎麦、魚介類全般(おでんに入っている練物も駄目で、たこ焼きもタコを抜かないと食べれない程であるが、たらこ、明太子、イクラ等の魚卵は食べられるとの事。)等。
特技はフラフープ、口笛、白目、衣装デザイン。グループでは2021年5月発売の『キラハピ』以降の衣装デザインを務めている。
アイドル好きで、ももいろクローバーZ、わーすた、超ときめき♡宣伝部などのファン。憧れの人は小松菜奈。

## 出演

### テレビ
- ワイドナショー（2021年6月27日・9月19日、2022年1月23日、4月3日、6月12日、7月17日、9月4日、10月16日、12月11日、2023年5月4日、5月28日、7月8日 - フジテレビ） - ワイドなティーン[10]

- イワクラと吉住の番組（2024年5月1日 -テレビ朝日）

- ゴールデンドリーム（2025年4月24日、5月1日、5月8日 -テレビ朝日）

### 広告・CM
- セガ、プリント倶楽部「Bépiu.（ベピウ）」（2022年 - 2023年） - メインモデル[5][11]
- DeNA、Pococha（2023年）[12]
- LINE、「LINEポケットマネー」WEB CM（2024年）[13]